# Vroulia
Vroulia (en grec moderne : Βρουλιά) est un site archéologique de Grèce situé à l'extrémité sud de l'île de Rhodes.

## Histoire
Karl Frederik Kinch y effectue des fouilles sous l'égide de la Fondation Carlsberg en 1907-1908. 
Vroulia présente les restes d'un ancien poste militaire du VIIe siècle av. J.-C., forteresse avec ses ouvrages de défense, ses sanctuaires, ses maisons, sa nécropole. Il s'agit d'un des plus importants établissements de ce type de Grèce.

## Céramique
La céramique de Vroulia est une classe de vases gréco-orientaux de l'époque dite archaïque composée essentiellement de tasses. Elle se distingue par sa décoration typique basée sur le noir, avec gravures repeintes en violet.